# FabLAB Newton
O Fab LAB Newton é um laboratório credenciado pelo MIT que conta com equipamentos de fabricação digital (assistidos por computador) para elaboração de projetos e protótipos dos alunos do Centro Universitário Newton Paiva e de todas as pessoas que desejarem utilizar o espaço. Localizado na cidade de Belo Horizonte, o Fab LAB Newton é classificado como Acadêmico e foi o primeiro Fab lab de Minas Gerais, com sua inauguração em outubro de 2015. O Fab LAB Newton é um programa de extensão difusor e potencializador de novas metodologias de aprendizado para o Ensino Superior, baseadas na cultura maker. O objetivo do programa é transformar a cultura de consumo da sociedade em uma cultura de "mão na massa" (maker), onde cada um produz o que deseja, da forma que deseja e é capaz de trocar informações com outras pessoas com o mesmo ideal. O espaço não é exclusivo da comunidade do Centro Universitário Newton, é aberto ao público em geral, para que possa fornecer a todos a estrutura necessária para o aprendizado da cultura maker e para o coworking.

## Estrutura
A estrutura do Fab LAB Newton conta com bancadas para coworking e cinco tipos de equipamentos de fabricação digital, além de uma grande variedade de ferramentas manuais, equipamentos para eletrônica e computadores com softwares de modelagem em 2D e 3D e de programação.

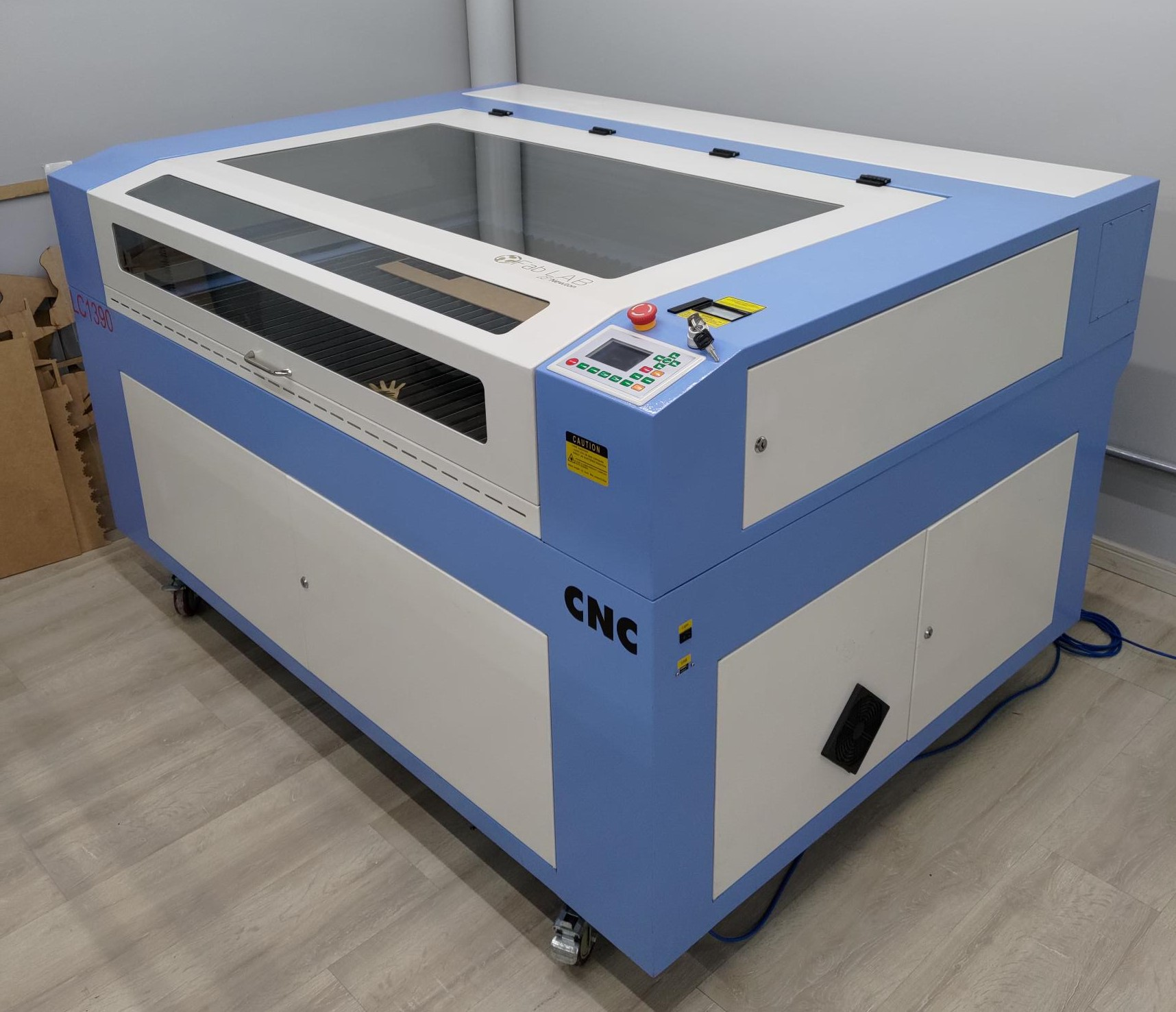
Cortadora Laser

Equipamentos disponíveis:
- Cortadora Laser;
- Fresadora CNC;
- Fresadora de Precisão;
- Impressora 3D;
- Plotter de Recorte.

### Cortadora Laser
A cortadora laser é uma máquina que executa cortes e gravações em acrílico, cartolina, papel panamá, EVA, MDF, poliestireno e muitos outros materiais não metálicos. O laser é produzido por um tubo de CO2, que submetido a tensão elétrica, gera um feixe de alta temperatura capaz de realizar trabalhos por queima de material.

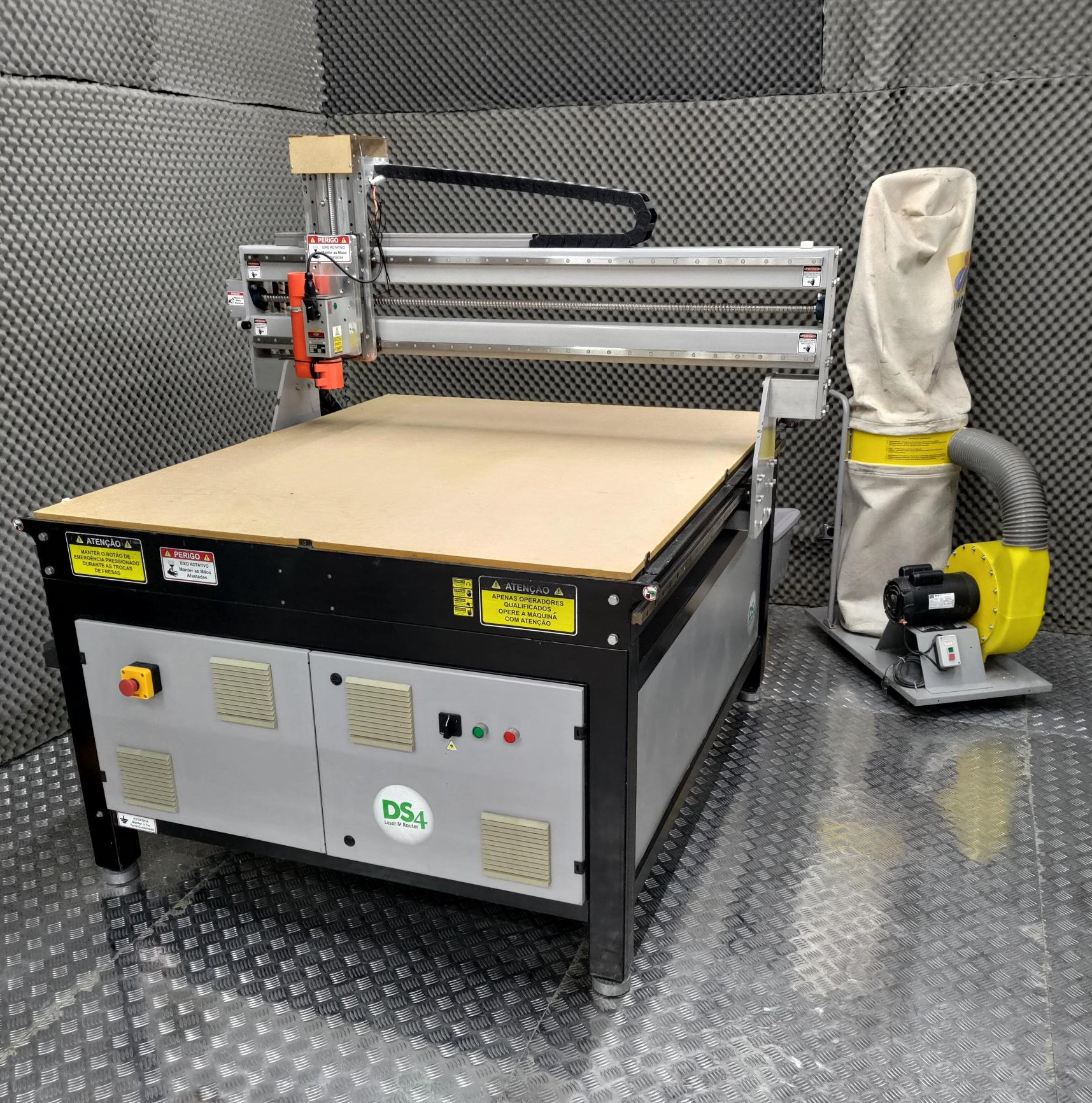
Fresadora CNC

### Fresadora CNC
A fresadora CNC disponível no Fab LAB Newton é uma Router Raptor 1313, capaz de executar trabalhos a partir de modelos digitais, em materiais como madeira, MDF, isopor, ACM, metais e etc. Ela utiliza fresas de diversos tipos e espessuras para remover camadas do material até obter a peça desejada.

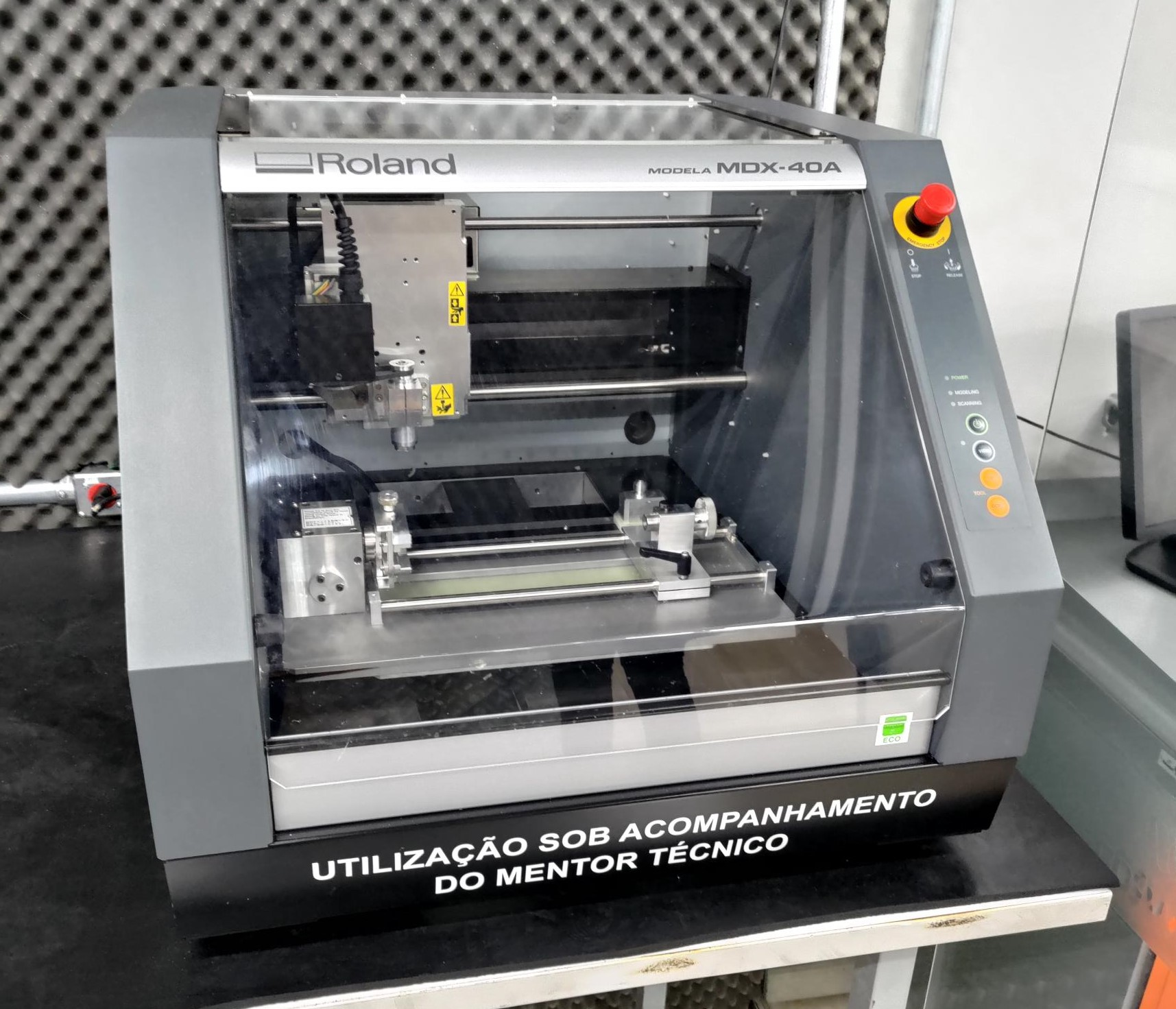
Fresadora de Precisão

### Fresadora de Precisão
A fresadora de precisão apresenta o mesmo princípio de funcionamento da fresadora CNC, porém consegue realizar trabalhos em menores dimensões, como elaboração de circuitos PCB, além de ser capaz de realizar os mesmos trabalhos da fresadora CNC. O modelo disponível no FabLab Newton é uma Roland MDX-40A.

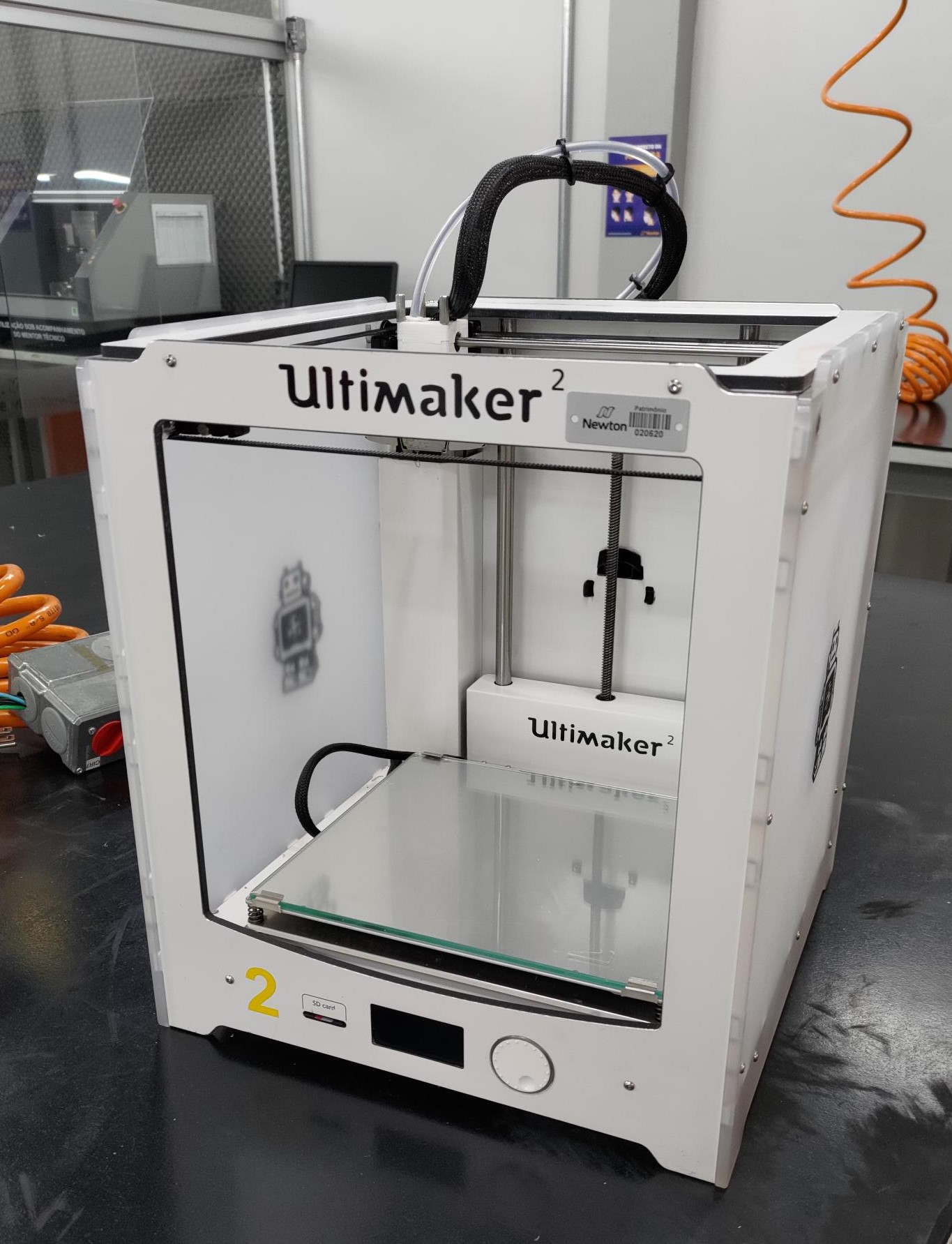
Impressora 3D

### Impressora 3D
A máquina de fabricação digital mais popular é a impressora 3D, no Fab LAB Newton existem seis, duas do modelo Ultimaker2, duas GTMax Core A2, uma GTMax A1 Dual e uma GTMax AB400. Esses equipamentos geram protótipos a partir da deposição à quente de material em camadas, ou seja, ele constrói um modelo da base até o topo, “desenhando” seu corpo em fatias.

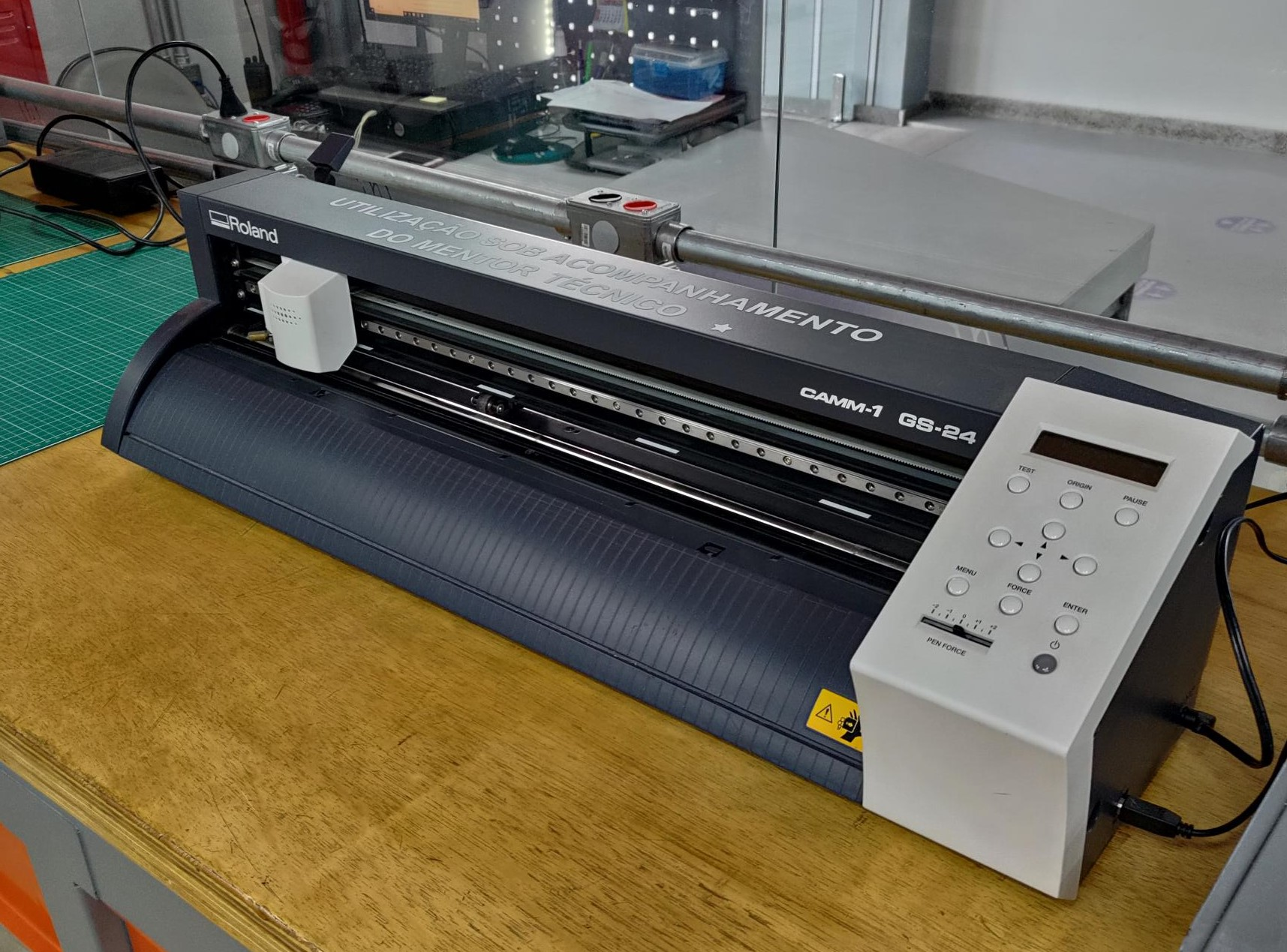
Plotter de Recorte

### Plotter de Recorte
A plotter é um equipamento capaz de realizar cortes e marcações em folhas de materiais extremamente finas, como acetato, PVC, vinil adesivo e etc. No Fab LAB Newton o modelo disponível é a Roland CAMM-1 GS-24, que utiliza uma agulha metálica para executar os trabalhos.

### Bancada de Eletrônica
Os usuários do Fab LAB Newton têm acesso a softwares e equipamentos para desenvolvimento de PCBs, e kits didáticos como placas de Arduino, e componentes eletrônicos para simulação e criação e diversas possibilidade para integrar ao seu projeto.

### Softwares
Existe uma grande variedade de softwares dedicados à modelagem (AutoCAD, SolidWorks, SketchUp, Fusion 360, Siemens NX, Blender, CATIA, SolidEdge, Rhiynoceros e etc.) e para eletrônica. O Fab LAB Newton optou por possuir os mais usuais para a comunidade acadêmica.

## Projetos
Dentre os projetos e protótipos produzidos no Fab LAB Newton, destacam-se os vencedores de concursos nacionais e internacionais.
- Biza Chair;[2]
- Diagnosticador de Granfeno;[3]
- RemediOn Tech;[4]
- FollowLine;[5]
- Módulo de Controle de Acesso Sonoro para Deficientes Visuais.[6]

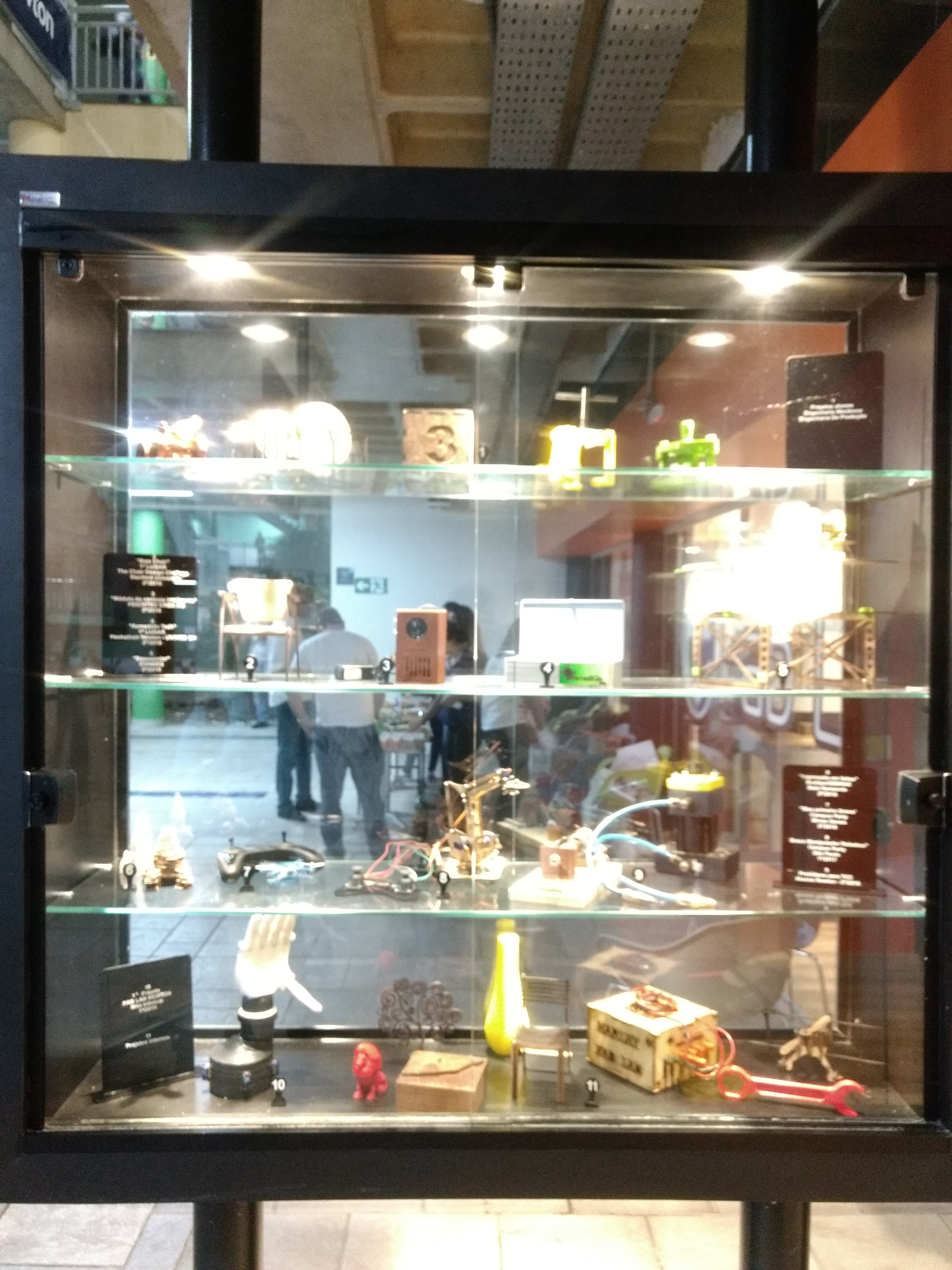
Galeria de Projetos
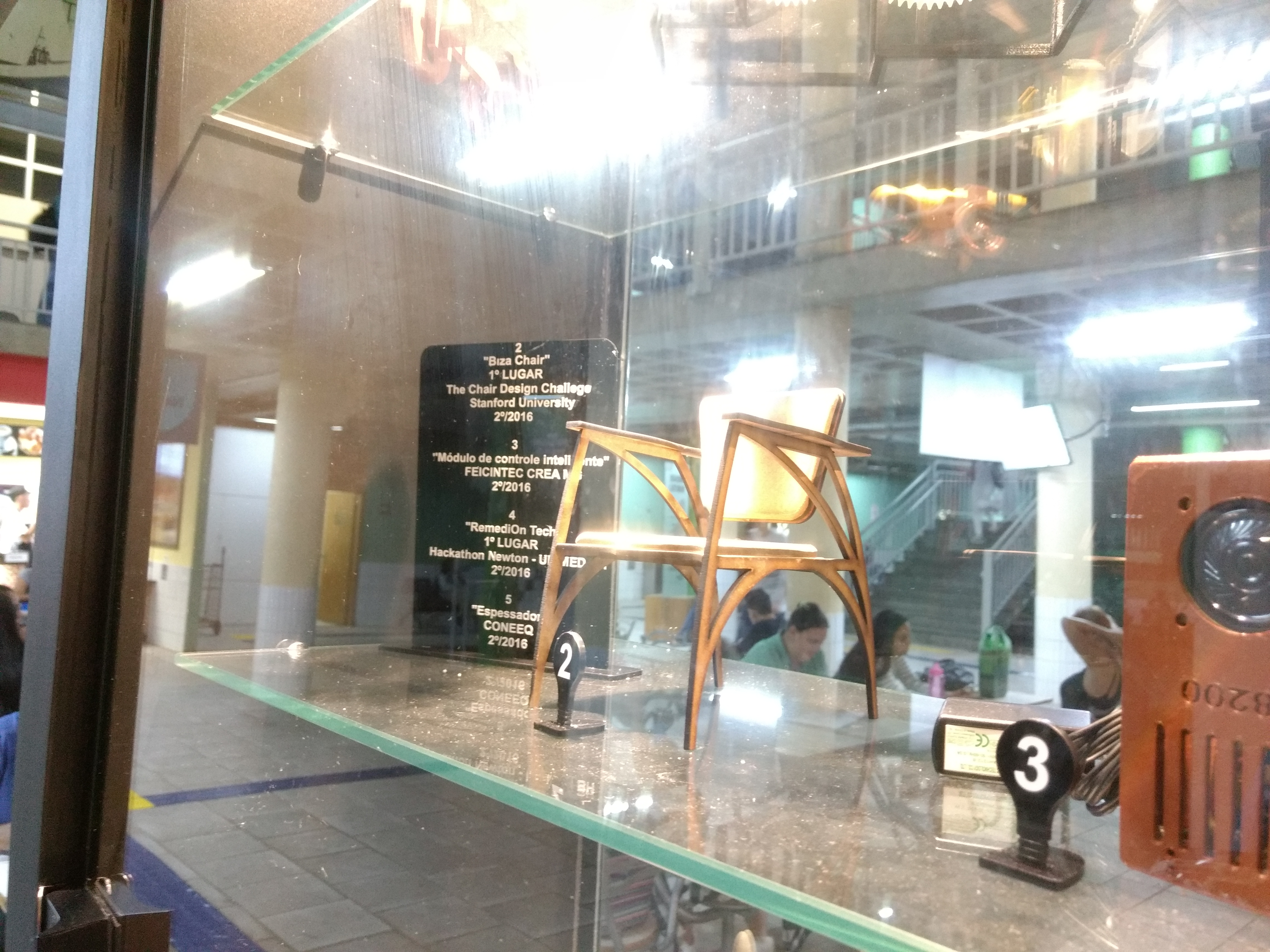
Biza Chair
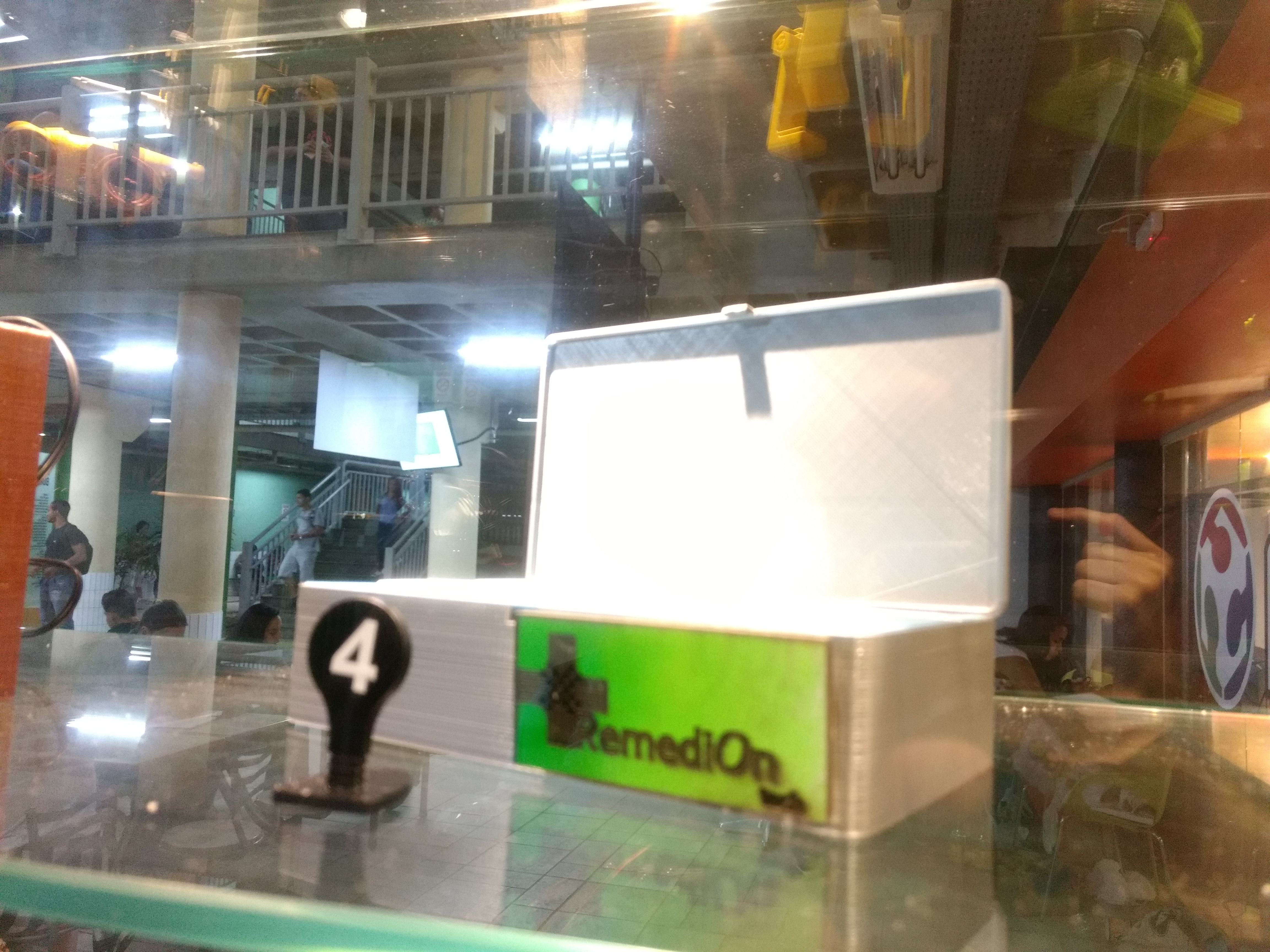
RemediOn Tech
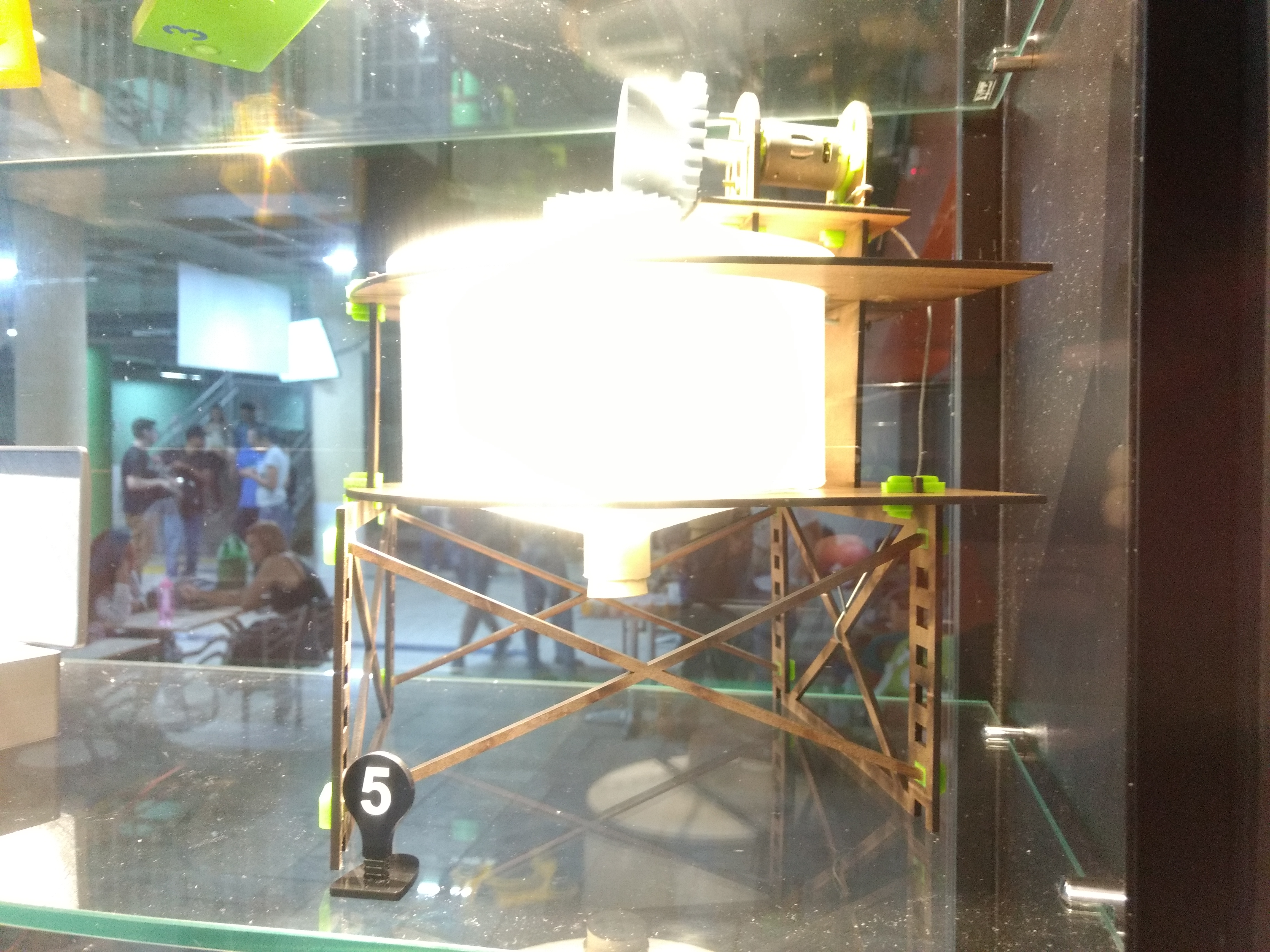
Espessador - CONEEQ 2017
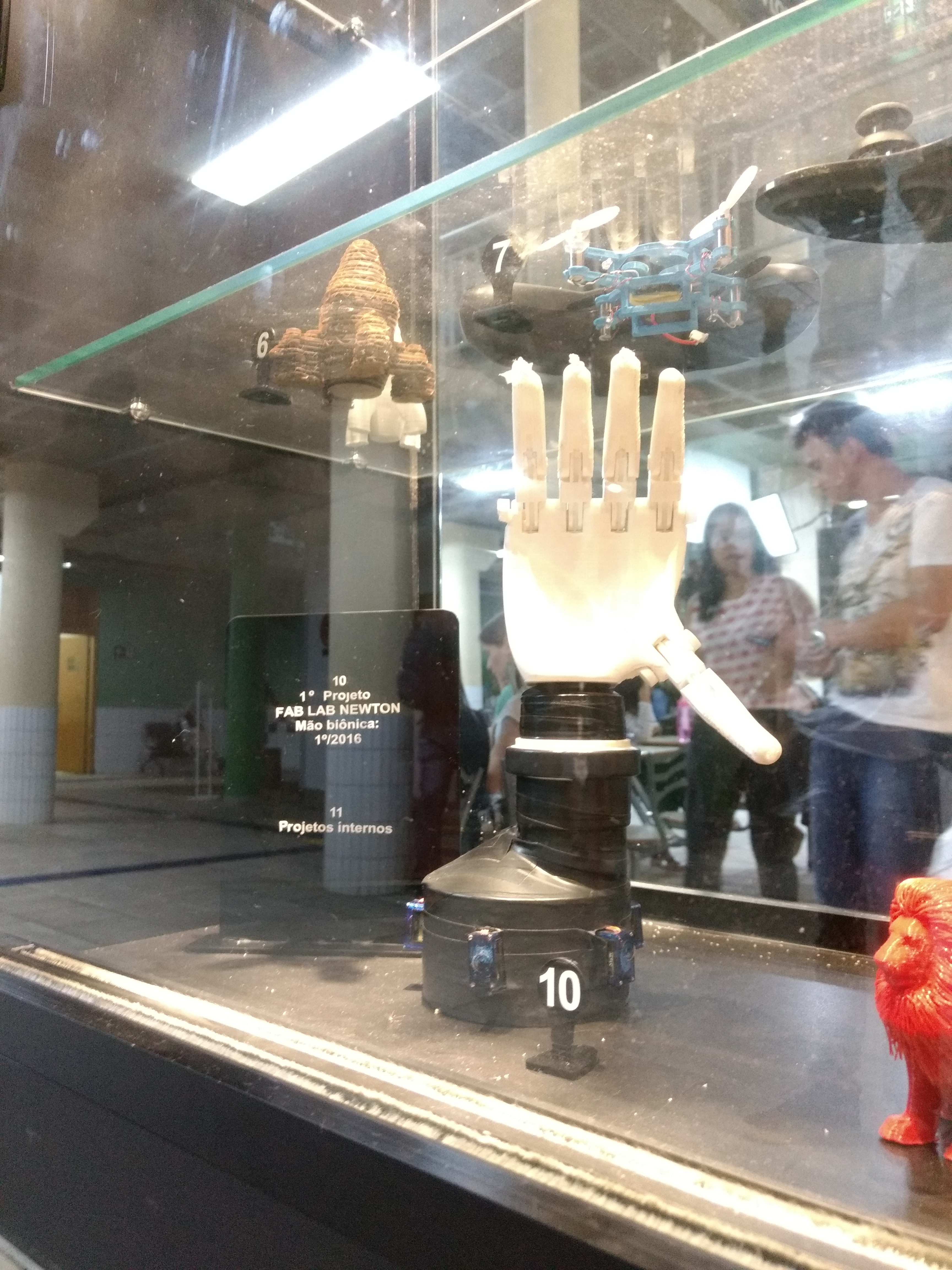
Mão Biônica

## Eventos
Em seu pouco tempo de vida, o Fab LAB Newton se destaca pelas participações em grandes eventos da área de tecnologia, inovação e empreendedorismo.
1. Representou a comunidade maker no Exchange SEBRAE 2016;[7]
2. Presente na Campus Party Minas Gerais,[8] com oficinas na área gratuita e workshops na área exclusiva, além de ter sua Fab Manager como curadora do evento;
3. Convidado para Campus Party Brasil,[9] onde levou makers, inclusive de outros laboratórios da rede, para ministrar cursos e workshops;
4. FabLAB brasileiro com projeto aprovado para o FAB13;[3]
5. Participou como palestrante do Arduino Day 2016[10] e em 2017 será uma das sedes do evento;
6. Foi uma das sedes do CONEEQ 2017,[11] ministrando cursos de modelagem em SketchUP e impressão 3D;
7. É sede da comunidade colaborativa BH Arduiners MeetUp.